# Atletismo nos Jogos Pan-Americanos de 1979 - Arremesso de peso masculino
A prova do arremesso de peso masculino nos Jogos Pan-Americanos de 1979 foi realizada em San Juan, Porto Rico.

## Medalhistas
| Ouro                         | Prata                         | Bronze                    |
| Dave Laut USA Estados Unidos | Bishop Dolegiewicz CAN Canadá | Bruno Pauletto CAN Canadá |

## Resultados
| Posição           | Nome               | Nacionalidade      | Marca | Notas |
| ----------------- | ------------------ | ------------------ | ----- | ----- |
| Medalha de ouro   | Dave Laut          | USA Estados Unidos | 20.22 |       |
| Medalha de prata  | Bishop Dolegiewicz | CAN Canadá         | 19.67 |       |
| Medalha de bronze | Bruno Pauletto     | CAN Canadá         | 19.61 |       |
| 4                 | Al Feuerbach       | USA Estados Unidos | 18.86 |       |
| 5                 | Luis Mariano Delis | CUB Cuba           | 18.21 |       |
| 6                 | Nicolás Hernández  | CUB Cuba           | 16.37 |       |
| 7                 | Radai Mendoza      | PUR Porto Rico     | 16.17 |       |
| 8                 | Brad Cooper        | BAH Bahamas        | 15.37 |       |